# Рейссен
Рейссен (нід. Rijssen, pronounced: [ˈrɛisə(n)]) — місто в нідерландській провінції Оверейсел. Входить до муніципалітету Рейссен-Голтен.
Його площа становить 8,09 км², а населення станом на 2021 рік складало 27.740 осіб.
Раніше мало статус окремого муніципалітету.

## Галерея

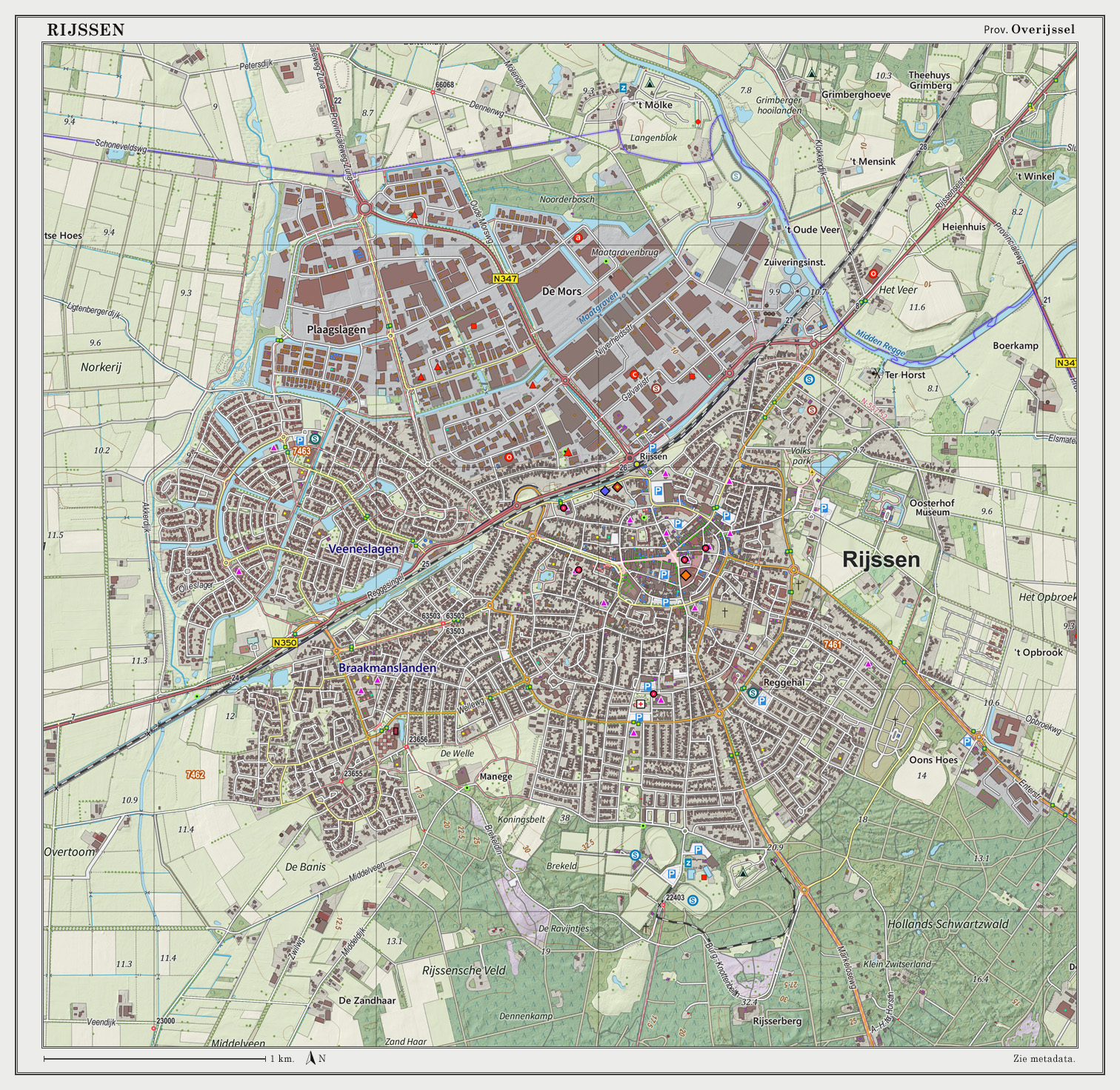
Топографічна мапа Рейссена, червень 2014
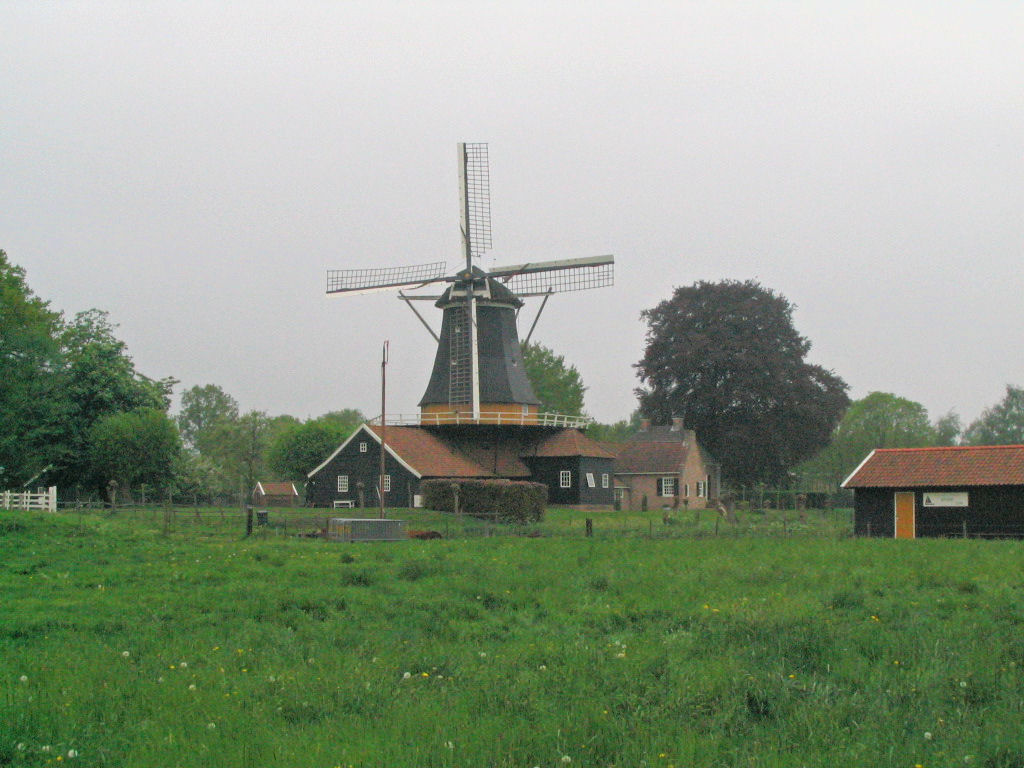
Вітряк Pelmolen